# الجامعة الأشرفية (الهند)
 الجامعة الأشرفية هي مدرسة إسلامية للمسلمين السنة في الهند. تقع في مباركفور في ولاية أتر برديش الشمالية.

## نبذة عن الجامعة
في شرق ولاية "أترابراديش" مدينة صناعية تجارية علمية تسمى بـ"مباركفور" وهي مقر الجامعة الأشرفية التي أنشأتها شخصيات بارزة من الشعب المسلم كمعهد دراسي للأطفال لتعليم القرآن الكريم ودراسة الصفوف الإبتدائية في بيت صغير سنة 1317هـ سموه بـ"مدرسة مصباح العلوم" ومازالوا يديرون دفتها ويقدمونها نحو الأمام بما لديهم من رغبة دينة وعواطف إسلامية، ويوفرون لها التبرعات المالية والنذور المادية رغم ضآلة الوسائل وقلة المواد ثم أغلقت أبوابها بظهور اختلاف شديد حول بعض العقائد الدينية والمفاهيم الشرعية، وذلك عام 1329هـ.
ثم قام بعض أعيان أهل السنة بإنشاء نفس المدرسة مرة ثانية عام1341هـ في حارة "براني بستي" بعنوان"المدرسة اللطيفية الأشرفية مصباح العلوم" نسبة إلى الشيخ عبد اللطيف الجشتي المدفون بقرية ستهن"SATTHIN" بمديرية سلطان فور، والشيخ علي حسين الأشرفي رحمهما الله تعالى.
وما زالت المدرسة تقوم بتزويد الجيل المسلم بالثقافة والتربية الدينية حسب نفوذها وإمكانياتها على نطاق غير فسيح، حتى تفضل بالقدوم سنة 1352هـ الموافق سنة 1932م عبقري إسلامي، وداعية كبير، حافظ الملة والدين فضيلة الشيخ عبد العزيز المحدث المرادآبادي (1312هـ-1396) رحمه الله جل وعلا، وتولى رئاسة هيئة التدريس حائزا منصب"رئيس المعلمين وشيخ الحديث" فارتفع مستواها العلمي، وتوسع نطاقها العلمي والدرسي، ولما طار صيتها أرجاء الهند جعل الطلاب يتهافتون عليها تهافت الفراش على النور والظمآن على الماء، وبدؤوا يأتون إلى الشيخ من كل فج عميق للشرب من نميره الفياض والتملؤ من عينه الثرة الصافية حتى ضاقت المدرسة بما رحبت.
ثم انتقلت من حارة"براني بستي" إلى حارة "غولا بازار" بقلب مدينة مبارك فور سنة 1353هـ بمساعي حافظ الملة والدين، وتم هنا إنشاء بناية فخمة جميلة ذات طابقين، وسميت بـ" دارالعلوم الأشرفية" وسارت ببركته الروحانية وجلالته العلمية نحو مستقبل زاهر تحمل خططا واسعة، ولم تبرح الدار تقوم بشئونها التعليمية والتربوية والإدارية في تلك البناية الجميلة، ولم تزل دوائرها تتطلب توسيعها.
حتى نقلها حافظ الملة سنة 1392هـ المصادفة سنة 1972م إلى أراضي فسيحة خارج المدينة في جهة الجنوب تقارب ثمانية وعشرين فدانا ((28ACRE حيث يجزي تشييد بنايات واسعة لأقسام الجامعة المختلفة وفق ماتمس إليها الحاجة، وبلغت مساحة الأرض الآ ن أربعين فدانا (40ACARE) بزيادة ما اشترى منها بعد ذلك، وسميت الدار بعد ما ذكر من نهضتها التقدمية الجلية بـ "الجامعة الأشرفية".
والجامعة في تقدم مستمر، ولا تزال تجري أعمالها الدراسية والإنشائية والبنائية بكل سكينة ووقار، واقتصاد واتزان. ولله الحمد والمنة أنها قد فازت في قيادة أبناء الأمة إلى هداية الضوء الإسلامي وإلى طرق التفوق في كل دورب الحياة الإنسانية، وازدهرت الجامعة كأنها رمزالدين والإسلام وأهل السنة والجماعة في هذا العصر- عصر الصحوة الإسلامية والنهضة الدينية - وتحولت حاليا إلى محور حيوي تطوف حوله كافة نشاطات أهل السنة والجماعة في بلاد الهند، والجامعة تحتوي على زهاء عشرين معهدا يتفيأ في ظلالها ستة آلاف طالب وطالبة. يعود فضلها إلى الأيدي العامة المخلصة التي تبذل الجهود المكثفة والمساعي المتواصلة، مثل فضيلة الشيخ عبد الحفيظ المصباحي رئيس المجلس الإداري بالجامعة وأصحابه. والجامعة تلتمس من أصحاب الخير والإحسان من المسلمين في الهند وخارجها أن يقوموا بالمساعدات المالية بطريق إرسال التبرعات والهدايا لسد مصاريفها الباهظة الشاقة. إن الله لا يضيع أجر المحسنين.
والجدير بالإلمام أن الطلاب الذين يتخرجون من "الجامعة الأشرفية مصباح العلوم" يضمون عقب اسمه "المصباحي" انتسابا إلى"مصباح العلوم".

## شعبات الجامعة

### شعبة التخصص
(1) تخصص في الفقه
(2) تدريب في الإفتاء
(3) تخصص في تقابل الأديان
(4) تخصص في الحديث و علومه.

### الشعبة العامة
(1) المرحلة الإبتدائية
(2) المرحلة الثانوية
(3) المرحلة العالية (العالمية)
(4) المرحلة العليا (الفضيلة)
(5) قسم تحفيظ القرآن الكريم
(6) قسم تجويد القرآن الكريم وترتيله:
(أ) برواية حفص عن الإمام عاصم
(ب) القراءات السبعة
(ت) القراءات الثلاثة الباقية العشرة
(7) المدرسة الإبتدائة للبنات
(8) المدرسة الثانوية للبنات
(9) معهد التدريب على الخياطة والتطريز للبنات
(10) معهد التدريب على الكمبيوتر
(11) معهد التدريب على التدريس.

## أقسام غير دراسية

### قسم الصحافة والنشر
قامت الجامعة الأشرفية بتأسيس قسم الصحافة والنشر إلى ما تقتضيه الأوضاع الراهنة والظروف المعاصرة من الحاجات الملحة إلى خطوات بارزة مسرعة في مجال الصحافة والنشر والتوزيع وقد تم طبع عديد من الكتب بين صغير و كبير بعنايته حتى الآن.

### المجلس الشرعي
من له إلمام بالأوضاع والظروف يعرف جيدا أن العلوم الطبعية بلغت اليوم قمة الرقى والإزدهار، ولا تزال في تقدم مستمر نحو الأمام، تظهر مختريات عجيبة إلى حيز الوجود بجهود علماء ها المتواصلة وتتوفر بها تسهيلات عديدة لكل من يعيش في العالم المعاصر، ولكنها رغم ما سبق من المنتجات والفوائد أوقعت الفقهاء والمفتين في حيرة وقلق لما تعقد من أحكامها في الشريعة الإسلامية، فوجب عليهم أن يقوموا باستعلامها من القرآن الكريم والسنة النبوية وأصول الشريعة الإسلامية وفق ما تقرر القواعد، ثم يطلعوا الناس عليها ولكن القيام بهذه المسئولية الكبرى لكل واحد منه في غاية الصعوبة لأجل ما يعانون من مشاكل اقتصادية، وكانت الحاجة ماسة إلى إنشاء لجنة تتكون من العلماء الباحثين وكبار المفتين الذين لهم رغبة كاملة إلى شئون الأمة الدينة، لطرح حلول القضايا الجديدة والمسائل العويصة، تتيح لهم فرصة ذهبية للاجتماع والتشاور وإبداء ما خلد في قلوبهم من الآراء بصدد القضية التي نبذت على ساحة المناقشة، وتقوم بهداية الأمة الإسلامية إلى الصراط المستقيم.
فأول من شعر بأهميتها وخطورتها هم أعيان "الجامعة الأشرفية" الذين رزقهم الله تعالى مع الإيمان عواطف إسلامية صادقة، مشاعر دينية مخلصة فقاموا بتكوين هذه اللجنة باسم "المجلس الشرعي" سنة 1413هـ/1992م وتم ترشيح العديد من العلماء المهرة كأعضاء المجلس، ثم شكلت هيئة حاكمة محتوية على ثلاثة من كبار الفقهاء والإفتاء، من مسئولياتها أن تستمع إلى الأبحاث والمنقشات والآراء من العلماء، ثم تقوم بطرح الحلول القضايا التي استعصت على الحاضرين المشتركين.
وعقدت بعنايته ست عشرة ندوة فقهية علمية فأكثر حول قضايا حديثة هامة أذكر إحداها تفصيلا فيما يلي:
الندوة الأولى: عقدت من 1/جمادي الأولى إلى4/جمادي الأولى سنتة 1414هـ الموافق 18/أكتوبر سنة 1993م من يوم الإثنين إلى يوم الخميس، فيها ست جلسات خاصة وجلسة الأخيرة عامة.
عناوينها فيما يلي:
(ألف) أحكام الأدوية الممزوجة بالكحول، والأشياء المصبوغة.
(ب) حكم التأمين على الحياة والنقود.
(ت) حكم الاشتراك في شركة رأسمالية واشتراء حصصها.
الندوة السادسة عشرة: عقدت من 21/سفر المظفر إلى 23/سفر المظفر سنة 1429هـ.

### قسم الإفتاء والقضاء
هذه الشعبة مشتملة على أربعة أفراد من المفتين والفقهاء (1) رئيس قسم الإفتاء والقضاء المفتي محمد نظام الدين المصباحي (2) المفتي محمد معراج عالم المصباحي (3) المفتي بدرعالم المصباحي (4) المفتي محمد نسيم المصباحي.
هذه اللجنة المخلصة من الفقهاء تحلل المسائل الدينية وغيرها الموجهة إليها من الهند وخارجها بدقة ولغة سهلة. كل يوم تصدر الفتاوى من مكتب القضاء أربعين أوخمسين عددا فأكثر، التي أرسلت إليه من مكتبة البريد فضلا عن المعضلات الشفوية الموجهة إليه.

### مجلس البركات
تم تأسيسه سنة 1419هـ/1999م لتذييل الكتب الدراسية بالتعليقات والحواشي، وتأليف كتب جديدة بطراز نافع حديث في شتى العلوم والفنون، وإخراجها إلى حيز الطباعة والنشر ونشكر ربنا المنعم على إزدهار المجلس حيث يجري عمل التذييل والتعليق على كتب دراسية عديدة، وسوف يتم في ظرف شهور أوسنة، ثم يبتدئ التذييل على كتب أخرى تحتاج إلى شرح أو تعليق إنشاء الله تعالى. والمجلس في جهد مستمر لطباعة بعض الكتب التي تقررت دراستها في المدارس العربية والمعاهد الدينية في الهند، وقدتم هذا العمل المبارك في السنوات الماضية تقريبا بعون الله عز وجل وتوفيقه وما توفيقه إلا بالله.

### المكتبات
(أ) المكتبة الرئيسيةالعامة: هي أكبر المكتبات في الجامعة، وهي خزينة كبيرة للكتب الدراسية وغيرها التي تتصل بعلوم مختلفة من التفسير والحديث وأصوله، والفقه وأصوله، والسيرة والتاريخ والأدب والنحو والصرف والمعاني والبيان والبديع والعلوم العقلية وغيرها، إنها في لغات عديدة، يبلغ الآن عددها عدة آلاف كتب، ولها أهمية كبرى بين مكتباتها. يحصل منها الطلاب على الكتب في شوال كل عام حين بداية السنة الدراسية مجانا، ثم يعيدونها إليها في شعبان بعد أن يتم عقد الامتحان السنوي قبيل إجازة طويلة تحتوي ظرف شهر ونصف تقريبا، ويستفيد منها الأساتذة والعلماء والباحثون، ويشربون من نميرها الصافي الفياض، وفيها عدة مخطوطات لم تطبع حتى الآن.
(ب) مكتبة قسم الصحافة والنشر، تصدر منها مجلة شهرية المسمى بـ"ماهنامه أشرفية" تحتوي على مقالات قيمة وأفكار دينية، ويرسل في مدن الهند كلها تقريبا و البلاد الأخرى أيضا
(ج) مكتبة قسم الإفتاء الخاصة
(د) مكتبة اللغة العربية
(س) دار المطالعة العربية
(ه) دار المطالعة الأشرفية و غيرها.

## الشخصيات البارزة
- فضيلة الشيخ محمد أحمد المصباحي دام ظله العالي.
- محمد مدني أشرف الأشرفي الجيلاني.
- فضيلة الشيخ المفتي محمد نظام الدين المصباحي دام فيضه وكرمه

- فضيلة الشيخ محمد صدر الورى المصباحي

- فضيلة الشيخ نفيس أحمد المصباحي

- فضيلة الشيخ ياسين أختر المصباحي